# 8 Bit Instrumental
8 Bit Instrumental é uma banda de nintendocore do Brasil.

## História
O projeto da banda começou em 2005 nos corredores da Universidade Federal de Uberlândia. Os guitarristas André e Rodrigo se conheceram e, em conversas pelos corredores da Universidade, descobriram a semelhança no gosto por composições musicais para videogames. A ideia ficou na teoria por um ano, até que surgiu a oportunidade de se apresentarem na Semana Acadêmica da Universidade Federal de Uberlândia, em agosto de 2006. Resolveram então preparar alguns arranjos e se apresentar. Após alguns ensaios, montaram o repertório e partiram para a primeira aparição. Esse repertório foi composto de temas dos jogos Super Mario Bros. 1 e 2, Super Mario World e Street Fighter II. A primeira apresentação foi acompanhada pelo console Super Nintendo, para que o público pudesse jogar enquanto a banda mostrava suas versões para as músicas dos respectivos jogos. As imagens foram exibidas em um telão simultaneamente ao show, se tornando uma marca importante durante as apresentações posteriores.
O vídeo desta apresentação foi parar no youtube. E em virtude da aceitação positiva do público, os integrantes decidiram investir mais de si no projeto, aumentando o repertório de "jogos". A banda então foi efetivamente criada, com a proposta de ser uma banda que fizesse apresentações ao vivo. O primeiro trabalho gravado, intitulado “The Song Remains the Game” (uma brincadeira com “The Song Remains the Same”, álbum da banda Led Zeppelin) foi produzido de forma independente pelos integrantes da banda em novembro de 2006.
Em meados de 2007, eles foram convidados a tocar no "Festival Beneficente Games & Sociedade", em São Paulo capital, sendo este o primeiro evento relacionado exclusivamente a vídeo games onde a banda tocou. Ainda em 2007, no mês de agosto, eles lançaram o álbum "The Number of the Bit" (dessa vez uma outra brincadeira com o clássico jogo da Sega chamado “Altered Beast”). Apesar de predominar os temas de Chrono Trigger, o álbum traz ainda uma coletânea de arranjos para os mais variados jogos como Alex Kidd, Zelda, tipo Metroid, Streets of Rage 2 e Bomberman.
Em setembro de 2007, a banda recebeu um convite de Tommy Tallarico para participar de um dos shows da turnê brasileira do Video Games Live.
Em 2008, a banda participou de uma compilação em CD promovida pelo site estadounidense Game Music 4 All, que conta com várias bandas de nintendocore, além de ter sido selecionada para participar da gravação do DVD “Selo Uberlândia”.
Também em 2008 a banda lançou um álbum inteiro com a trilha sonora do game Mega Man 2, intitulado "Mega Man 2 Soundtrack: Beat the 8 Super Robots With 8 Bit Instrumental". Para o lançamento do álbum, a banda organizou um concurso para escolha da capa desse álbum, intitulado "Crie a capa do novo álbum da banda 8 BIT INSTRUMENTAL". O trabalho vencedor teve sua arte divulgada juntamente com o trabalho da banda, além de ganhar um pacote de prêmios especiais.
Em 2009 a banda lançou o EP "Extended Pixels: More Music From Lobei", que reflete uma nova fase da banda, agora mais focada em trabalho original

## Formação
- André Luiz Oliveira (guitarra e teclado)
- Rodrigo "Cheba" Nepomuceno (guitarra)
- Luciano Marques (baixo)
- Moisés Filho (bateria)

## Álbuns

### Álbuns de estúdio
- 2006 - Altered Bit
- 2007 - The Number of the Bit
- 2008 - The Song Remains the Game
- 2008 - Mega Man 2 Soundtrack: Beat the 8 Super Robots With 8 Bit Instrumental
- 2009 - Extended Pixels: More Music From Lobei (EP)

### Participação em outros álbuns
- 2008 - DVD "Selo Uberlândia" com a faixa "Password Theme" do álbum "Mega Man 2 Soundtrack: Beat the 8 Super Robots With 8 Bit Instrumental"

## Prêmios e indicações
| Ano  | Prêmio            | Categoria                  | Resultado | Ref.         |
| ---- | ----------------- | -------------------------- | --------- | ------------ |
| 2011 | Game Music Brasil | Melhor Banda de Game Music | Indicado  | [ 9 ] [ 10 ] |